# Manfred Möck
Manfred Möck (* 14. Februar 1959 in Sangerhausen) ist ein deutscher Schauspieler, Regisseur, Musiker und Dozent für Schauspiel. Einem breiten Publikum wurde er durch Lothar Warnekes DEFA-Film Einer trage des anderen Last … und die Titelrolle der Familienserie Vorsicht! Falke! bekannt.

## Leben

### Ausbildung und Theater
Manfred Möck studierte ab 1979 an der Hochschule für Schauspielkunst „Ernst Busch“ Berlin, Außenstelle Hochschule für Musik und Theater Rostock, und schloss 1982 mit Diplom ab. Sein erstes festes Theaterengagement hatte er bis 1984 am Theater Senftenberg. Im Anschluss war er bis 1989 am Theater Greifswald engagiert. Nach der Wende gehörte er bis 1994 zum festen Ensemble am Deutschen Theater Berlin, wo er u. a. neben Ulrich Mühe und Margarete Taudte in Heiner Müllers Hamlet-Inszenierung als Francisco/Reynaldo/Lord drei Rollen spielte. 1994/95 war er bei den Salzburger Festspielen, wo er in William Shakespeares Coriolan als 2. Römischer Bürger und 3. Volskischer Diener auftrat. Seit 1995 ist er als freischaffender Schauspieler tätig. Möck arbeitet zudem als Regisseur, Musiker und Schauspieldozent, unter anderem an der Filmschauspielschule Berlin.

### Film und Fernsehen
Sein Kameradebüt gab Möck 1982 neben Reinhard Friedrich als Matthias Mattke in Gerald Hujers Fernsehfilm Berlin, hier bin ich. Im Folgejahr war er in Rainer Simons Das Luftschiff als Jüngling Jonas in einer kleineren Nebenrolle erstmals auf der Kinoleinwand zu sehen. Seinen Durchbruch hatte er 1987 in Lothar Warnekes DEFA-Filmdrama Einer trage des anderen Last … an der Seite von Jörg Pose in seiner ersten Hauptrolle als evangelischer Vikar Hubertus Koschenz. Seine dortige schauspielerische Leistung brachte ihm eine Auszeichnung auf der Berlinale 1988 ein. Im Fernsehzweiteiler Albert Einstein spielte er 1990 Frank Belasco, den Assistenten des Physikers Einstein. Einem breiten Fernsehpublikum wurde Möck durch die Titelrolle des Versicherungsabteilungsleiters Benno Falke der siebenteiligen Familienserie Vorsicht! Falke! bekannt. In den Folgejahren arbeitete er vorwiegend für Fernsehproduktionen, so verkörperte er u. a. in Peter Wekwerths Filmdrama Schlank bis in den Tod (1997) die Rolle des James McConville und spielte zusammen mit Ingeborg Westphal das Schrebergarten-Ehepaar Paschke in der Verwechslungskomödie Der Job seines Lebens (2003) sowie in deren Fortsetzung Der Job seines Lebens 2 – Wieder im Amt (2004). Danach war er nach längerer Abstinenz auch wieder zunehmend auf der Kinoleinwand präsent, vornehmlich in Nebenrollen. Dani Levy besetzte ihn in seiner Filmkomödie Alles auf Zucker! in einer kleineren Rolle als Leichenwagenfahrer und unter Oskar Roehler war er 2006 als Forscher in der Romanverfilmung Elementarteilchen zu sehen. Eine größere Rolle erhielt er 2007 von Regisseur Oliver Mielke in dessen Kinokomödie Ossi’s Eleven den früheren Stasi-Offizier Konrad Hauff. Im selben Jahr war er unter der Regie von Heiko Aufdermauer in dessen ersten Langspielfilm Zeit der Fische als Autohändler Kühne zu sehen. 2010 spielte er in dem Episodenfilm Zeche is nich – Sieben Blicke auf das Ruhrgebiet 2010 im Teil Bochumer Jungen die Rolle des exzentrischen Paukenschlägers Manfreds. In Florian Henckel von Donnersmarcks Künstlerbiografie Werk ohne Autor spielte er 2018 den Gesundheitsminister Kleiber. Neben Dennis Mojen war er in der im Juli 2019 uraufgeführten tragikomischen Kinoromanze Traumfabrik, die das Filmwesen der DDR satirisch behandelt, in der Rolle des Helmut Posner zu sehen. In Philipp Stölzls Filmdrama Schachnovelle, nach der gleichnamigen Novelle des österreichischen Schriftstellers Stefan Zweig, spielte er 2021 einen Schachspieler.
Neben seiner Mitwirkung in Kino- und Fernsehfilmen übernahm Möck wiederholt Gastauftritte in verschiedenen Fernsehserien- und reihen, u. a. in Frauenarzt Dr. Markus Merthin, Mordslust, Mona M. – Mit den Waffen einer Frau, Ein starkes Team, Hallo Robbie!, In aller Freundschaft, Pfarrer Braun und in den verschiedenen SOKO-Sendeformaten des ZDF. 1992 spielte er den Herrn Stahnke in einer festen Serienrolle neben Robert Atzorn in der ZDF-Familienserie Unser Lehrer Doktor Specht. In der 1. Staffel der Dramedy-Serie Die Wespe war er in einer durchgehenden Rolle als Rainer Stach zu sehen. Mehrfach gastierte er ab 1994 in mehreren Filmen der Krimireihen Tatort und Polizeiruf 110; in letztgenannter Reihe spielte er neben Günter Naumann in der Folge Der Tausch die Rolle des ermittelnden Kommissars Lindemann. Auch in zahlreichen Kinder- und Jugendproduktionen wirkte Möck mit. In der achtteiligen Kinderserie Sherlock Holmes und die sieben Zwerge übernahm er 1992 die Rolle des Schwiegersohns des von Alfred Müller dargestellten Kriminalhauptkommissar Hans Holms. 2009 sah man ihn in der Fernsehsendung Löwenzahn zum Thema Magnete. Im Märchenfilm Des Kaisers neue Kleider, der im Dezember 2010 in der ARD im Rahmen der Fernsehreihe Sechs auf einen Streich erstmals ausgestrahlt wurde, war er neben Matthias Brandt in der Rolle des Finanzministers Heinrich zu sehen. In dem Weihnachts-Fernsehfilm Beutolomäus und die Wunderflöte mit der fiktiven KiKA-Weihnachtsfigur Beutolomäus übernahm sie 2011 die Rolle des Kasimir. In der KiKA-Fernsehserie Schloss Einstein spielte er 2024 in der 27. Staffel die Rolle des DDR-Zeitzeugen Udo Winkler.
Manfred Möck, der sein Privatleben vor der Öffentlichkeit abschirmt, spricht neben seiner Muttersprache Deutsch auch Englisch und Russisch. Er lebt in Berlin.

## Filmografie

### Kino
- 1983: Das Luftschiff
- 1988: Einer trage des anderen Last …
- 1990: Lasst mich doch eine Taube sein
- 1996: Der Trip
- 2004: Alles auf Zucker!
- 2006: Elementarteilchen
- 2006: Das Verhöhr
- 2007: Ossi’s Eleven
- 2007: Zeit der Fische
- 2009: Hinter Kaifeck
- 2010: Zeche is nich – Sieben Blicke auf das Ruhrgebiet 2010
- 2011: Wer wenn nicht wir
- 2014: Der Samurai
- 2015: Herbert
- 2018: Werk ohne Autor
- 2019: Traumfabrik
- 2021: Schachnovelle

### Fernsehen

#### Fernsehfilme
- 1982: Berlin, hier bin ich
- 1983: Spinnefix
- 1985: Flug des Falken (Vierteiler)
- 1990: Albert Einstein (Zweiteiler)
- 1990: Wie ein Vogel im Schwarm
- 1990: Alter Schwede
- 1990: Unerwartete Bescherung
- 1996: Beckmann und Markowski – Im Zwiespalt der Gefühle
- 1997: Ein Vater unter Verdacht
- 1997: Schlank bis in den Tod
- 1997: Röpers letzter Tag
- 1997: Raus aus der Haut
- 1999: Doppeltes Dreieck
- 2000: Auf schmalem Grat
- 2000: Die innere Sicherheit
- 2001: Opferlamm – Zwischen Liebe und Hass
- 2001: Ein tödliches Wochenende
- 2001: Mayday! Überfall auf hoher See
- 2001: Umwege des Herzens
- 2002: Der Duft des Geldes
- 2003: Der Job seines Lebens
- 2003: Tage des Sturms
- 2003: Der Puppengräber
- 2003: Alles Samba
- 2004: Hunger auf Leben
- 2004: Der Job seines Lebens 2 – Wieder im Amt
- 2004: Mit deinen Augen
- 2005: Urlaub vom Leben
- 2006: Die Frau des Heimkehrers
- 2006: Nicht alle waren Mörder
- 2007: Liebe ist das schönste Geschenk
- 2008: Wir sind das Volk – Liebe kennt keine Grenzen
- 2010: Zeche is nich – Sieben Blicke auf das Ruhrgebiet 2010
- 2010: Des Kaisers neue Kleider
- 2011: Beutolomäus und die Wunderflöte
- 2013: Zeugin der Toten
- 2014: Neufeld, mitkommen!
- 2016: Die Akte General
- 2016: Die Kinder meines Bruders
- 2016: Schweigeminute
- 2018: 1648: Der lange Weg zum Frieden

#### Fernsehserien und -reihen
- 1989: Tierparkgeschichten (Folge: Tierliebe ist ein eigen Ding)
- 1991: Vorsicht! Falke! (7 Folgen)
- 1992: Sherlock Holmes und die sieben Zwerge (8 Folgen)
- 1993: Unser Lehrer Doktor Specht (7 Folgen)
- 1993: Morlock – Die Verflechtung
- 1994: Tatort: Ein Wodka zuviel
- 1995: Polizeiruf 110: Jutta oder Die Kinder von Damutz
- 1995–1998: Für alle Fälle Stefanie (verschiedene Rollen, 2 Folgen)
- 1995–2014: Großstadtrevier (verschiedene Rollen, 2 Folgen)
- 1995: Frauenarzt Dr. Markus Merthin (Folge: Abschied)
- 1996: Mordslust (Folge: Teufelskreis)
- 1996: Die Straßen von Berlin (Folge: Die letzte Fahrt der Ashanti-Star)
- 1996: Mona M. – Mit den Waffen einer Frau (Folge: Falsche Fuffziger)
- 1996: Tatort: Tod im Jaguar
- 1997: Polizeiruf 110: Der Tausch
- 1997: Ein Bayer auf Rügen (Folge: Das Schweigen der Zeugen)
- 1997: Liebling Kreuzberg (Folge: Der Bauch des Richters)
- 1997: Mama ist unmöglich (Folge: Carolines Klausur)
- 1998: Wolffs Revier (Folge: Im Namen des Vaters)
- 1998–2012: Alarm für Cobra 11 – Die Autobahnpolizei (verschiedene Rollen, 2 Folgen)
- 1999: Polizeiruf 110: Schellekloppe
- 1999: Polizeiruf 110: Mörderkind
- 1999: Ein starkes Team: Der letzte Kampf
- 1999: Sperling und die Tote aus Vilnius
- 2000: Tatort: Tödliches Verlangen
- 2000: Polizeiruf 110: Die Macht und ihr Preis
- 2000: Jenny Berlin – Tod am Meer
- 2001: Polizeiruf 110: Kurschatten
- 2001: Unser Charly (Folge: Der Bär ist los)
- 2001: Der Fahnder (Folge: Mordverdacht)
- 2001: SK Kölsch (Folge: Jungfrau im Wunderland)
- 2002: Hallo Robbie! (Folge: S.O.S. für Robbie)
- 2002: Im Visier der Zielfahnder (Folge: Die Frau ohne Namen)
- 2003: Polizeiruf 110: Die Schlacht
- 2003: Berlin, Berlin (2 Folgen)
- 2003–2021: SOKO Leipzig (verschiedene Rollen, 2 Folgen)
- 2003–2022: In aller Freundschaft (verschiedene Rollen, 4 Folgen)
- 2003: Tatort: Hexentanz
- 2004: Meine schönsten Jahre (4 Folgen)
- 2005: Pfarrer Braun: Bruder Mord
- 2005: Pfarrer Braun: Adel vernichtet
- 2005: Alphateam – Die Lebensretter im OP (Folge: Horrornacht)
- 2006: Unsere zehn Gebote (Folge: Gebot 3 – Du sollst den Feiertag heiligen)
- 2006: Balko (Folge: Schöner sterben)
- 2006: Anja & Anton (2 Folgen)
- 2006: Allein unter Bauern (Folge: Sparen tut weh)
- 2007: Pfarrer Braun: Das Erbe von Junkersdorf
- 2007: Der Staatsanwalt (Folge: Heiliger Zorn)
- 2008: Unschuldig (Folge: Das Erbe unserer Väter)
- 2008: Die Rosenheim-Cops (Folge: Am toten Punkt)
- 2008: Ein Engel für alle (6 Folgen)
- 2009: Löwenzahn (Folge: Magnete – Im Zauber der magischen Kraft)
- 2009: SOKO Köln (Folge: Tod auf dem Rhein)
- 2010: Lotta & die alten Eisen
- 2011: Tatort: Schwarze Tiger, weiße Löwen
- 2012–2020: SOKO Wismar (verschiedene Rollen, 2 Folgen)
- 2013: Heiter bis tödlich: Hauptstadtrevier (Folge: Giftmüll)
- 2016: Alles Klara (Folge: Herz aus Glas)
- 2017: Donna Leon – Tod zwischen den Zeilen
- 2017: Bad Cop – kriminell gut (Folge: Feuer und Flamme)
- 2017: SOKO Stuttgart (Folge: Frühlingsgefühle)
- 2019: SOKO Donau/SOKO Leipzig (Crossover) – Der vierte Mann
- 2020: Babylon Berlin (3. Staffel, 2 Folgen)
- 2021: Tatort: Der Tod der Anderen
- 2021: Spreewaldkrimi: Totentanz
- 2021: Die Wespe (6 Folgen)
- 2022: WaPo Bodensee (Folge: Die Tatortreinigerin)
- 2024: Vorübergehend glücklich – Opimaral
- 2024: Schloss Einstein (3 Folgen)

## Hörspiele
- 2012: Christian Hussel: Die Rubine des Berbers – Regie: Wolfgang Rindfleisch (Hörspiel – DKultur)